# Ministère des Affaires étrangères (Éthiopie)
Pour les articles homonymes, voir Ministère des Affaires étrangères.

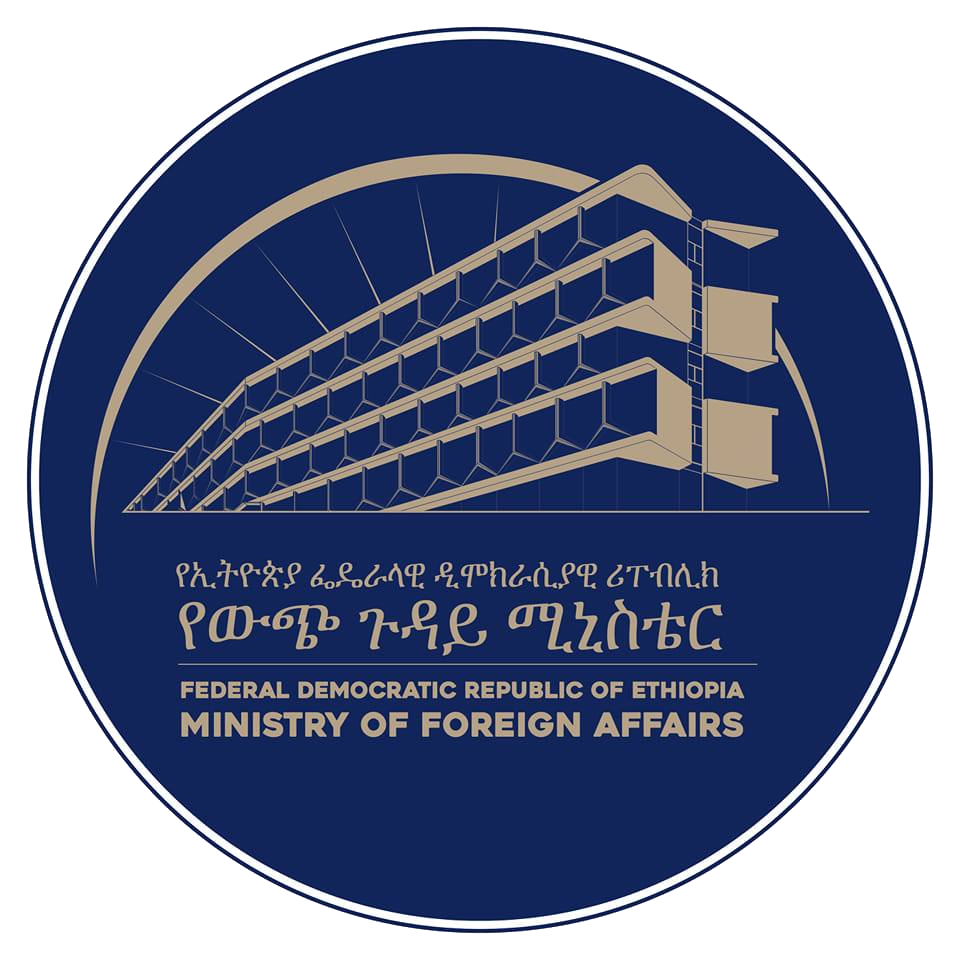
Logo du ministère des Affaires étrangères d'Éthiopie

Le ministère des Affaires étrangères (amharique : የኢትዮጵያ የውጭ ጉዳይ ሚኒስቴር) est le ministère des Affaires étrangères du gouvernement de la république démocratique fédérale d’Éthiopie. Il est représenté par le ministère éthiopien supervisant la politique étrangère et les relations diplomatiques du pays. Le ministère comporte un ministre, deux ministres d'État, huit cabinets, treize directions générales et 42 missions diplomatiques à l'étranger. 
Son représentant actuel est Gedion Timotheos.

## Liste des ministres
1. Haile Giyorgis Wolde Mikael : 1907 à 1910
2. Yigezu Behabte : 1910 à 1911
3. Habte Giyorgis Dinegdé : 1912
4. Beyene Yimer : 1912 à 1916
5. Moulougéta Yeggazou : 1916 à 1917
6. Wolde Meskel Tariku : 1917
7. Tafari Makonnen : 1917 à 1930
8. Heruy Welde Selassie : 1930 à 1937
9. Lorenzo Mebrhatu Taezaz : 1941
10. Ephrem Tekle Medhin : 1942 à 1943, vice-Ministre
11. Aklilu Habte-Wold : 1943 à 1949 vice-Ministre; 1949 à 1957; 1959 à 1961;
12. Yilma Deressa : 1958
13. Mikael Imru : 1961
14. Ketema Yifru : 1961 à 1966; 1966 à 1970
15. Minase Haile : 1970 à 1973
16. Zewde Gebre Selassie : 1974
17. Kifle Wodajo : 1975 à 1977
18. Feleke Gedle Giorgis : 1977 à 1983
19. Goshu Wolde : 1983 à 1986
20. Berhanu Bayeh : 1986 à 1989
21. Tesfaye Dinka : 1989 à 1991
22. Tesfaye Tadesse : 1991 (un mois)
23. Seyoum Mesfin : 1991 - 2010
24. Haile Mariam Dessalegn : 2010 - 2012
25. Berhane Gebre-Christos : 2012 (intérim)
26. Tedros Adhanom Ghebreyesus : 2012 - 2016
27. Workneh Gebeyehu : 2016-2019
28. Gedu Andargachew : 2019-2020
29. Demeke Mekonnen : 2020-2024
30. Taye Atskeselassie : 2024
31. Gedion Timotheos : depuis 2024